# Юлія фон Гауке
Юлія Тереза Саломія фон Гауке (пол. Julia Teresa Salomea von Hauke, або Юлія фон Баттенберг (нім. Julia von Battenberg; 12 листопада (24 листопада) 1825, Варшава, царство Польське, Російська імперія — 19 вересня 1895, замок Гайлігенберг поблизу Югенхайма, Гессен-Дармштадт) — дочка російського графа і генерала від інфантерії Ганса Моріца фон Гауке, в морганатичному шлюбі з принцом Олександром Гессен-Дармштадтським отримала титул княгині фон Баттенберг.

## Біографія
Юлія Тереза Саломія фон Гауке народилася 24 листопада 1825 в Варшаві, в царстві Польському, в Російській імперії. Вона була дочкою Ганса Моріца фон Гауке і Софії, уродженої Лафонтен. Батько її, за походженням німець, був професійним військовим. Після служби у французькій і польській арміях, в 1814 році вступив на службу в російську армію . У 1828 році йому було даровано дворянство Російської імперії. У 1829 році імператор Микола I призначив його виконуючим обов'язки міністра оборони царства Польського і надав графський титул. Під час Листопадового повстання 1830 року він допоміг великому князю Костянтину Павловичу, наміснику Польщі, уникнути розправи зі сторони повсталих, але в результаті сам був застрелений. Вдова його була порубана і повішена під час заколоту в Варшаві в серпні 1831 року. Їхні діти залишилися сиротами і були залишені під опікою сім'ї імператора.
Юлію відправили в Катерининський інститут в Санкт-Петербурзі, після закінчення якого вона була призначена фрейліною цесарівни Марії Олександрівни, уродженої принцеси Максиміліани-Вільгельміни Гессен-Дармштадтської, дружини цесаревича Олександра Миколайовича, майбутнього імператора Олександра II. Зі своїм майбутнім чоловіком, принцом Олександром Гессен -Дармштадтським познайомилася під час виконання своїх обов'язків при імператорському дворі в Санкт-Петербурзі. Він доводився братом Марії Олександрівні і служив в російській армії на посадіі генерала від кавалерії.

За словами А. Ф. Тютчевої, фрейліна Гауке ніколи не була красива, але подобалася завдяки властивим полькам витонченості та пікантності. Згідно скандальної хроніки, принц Олександр був занурений в глибоку меланхолію внаслідок невдалого роману з дуже красивою дочкою графині Т. І. Шувалової, так як імператор наклав заборону на його намір одружитися з нею. Фрейліна Гауке, дівчина вже не дуже молода, вирішила втішити і розважити закоханого принца та виконала це з таким успіхом що їй довелося кинутися до ніг цесарівни та наполягти про необхідність покинути своє місце. Дізнавшись про зв'язок родича і фрейліни Гауке, імператор запропонував красеню П. П. Альбедінському одружитися з нею, але отримав відмову, через що останній ледь не пошкодив своїй кар'єрі.

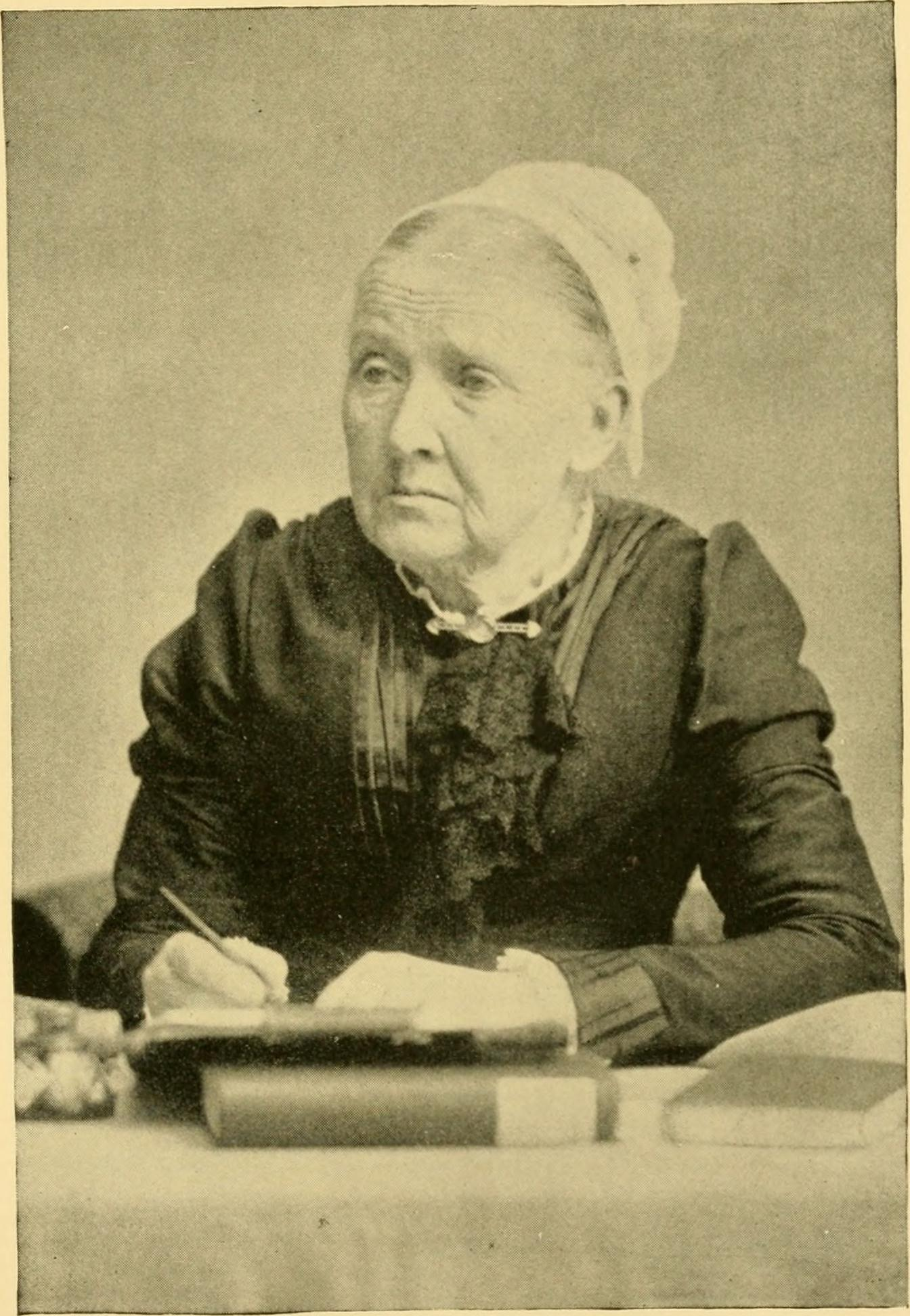

Принц Олександр як людина честі оголосив, що одружується з Юлією. Імператор Микола I був досить неприхильний щодо цього союзу і заборонив будь-яке спілкування між ними. За відмову коритися його волі, він вислав Олександра і Юлію за межі Російської імперії, позбавивши їх платні і пенсії. Коханці обвінчалися 28 жовтня 1851 року в Бреслау, в королівстві Пруссія. До цього часу Юлія була на шостому місяці вагітності і незабаром народила первістка.
Їх шлюб був визнаний морганатичним. У 1851 році Людвіг III, великий герцог Гессенський, дарував невістці титул графині фон Баттенберг зі зверненням «Ваше світла високість», а в 1858 році присвоїв їй титул княгині фон Баттенберг зі зверненням «Ваша Світлість». Діти Юлії та Олександра також отримали титули принців і принцес фон Баттенберг з тим же зверненням. Таким чином, рід фон Баттенберг набув статусу бічної гілки родоводу великих герцогів Гессенських. З цієї причини 12 травня 1875 року Юлія перейшла з католицтва в лютеранство.
Під час правлінні Олександра II графиня Баттенберг отримала (10.10.1864) орден Святої Катерини (великого хреста) та отримувала допомогу в розмірі 3 тисяч рублів на рік. Вона померла 19 вересня 1895 року в замку Гайлігенберг поблизу Югенхайма на півдні Гессена.

## Родина
Чоловік — Олександр Гессен-Дармштадтський
Діти:

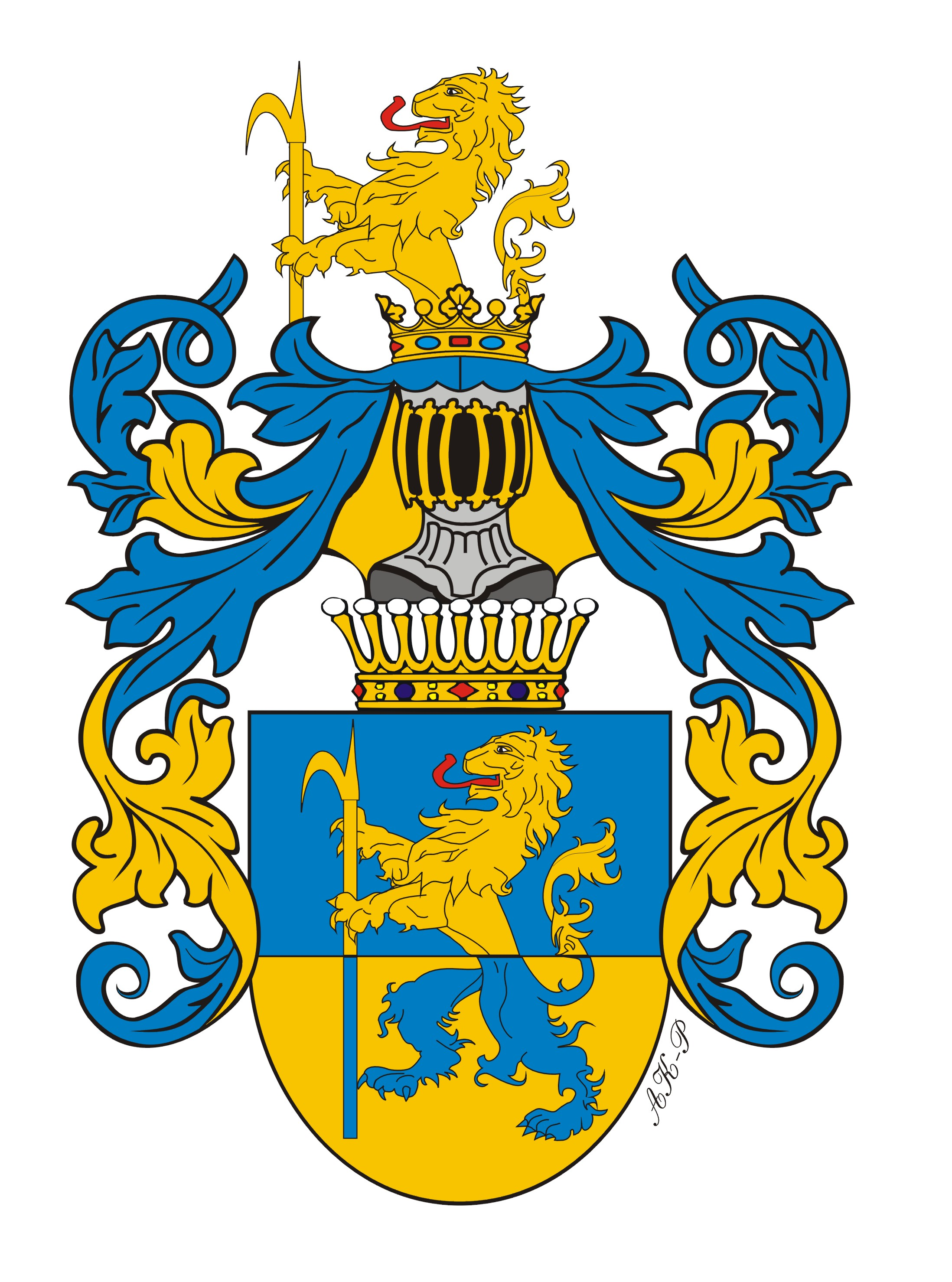
Сімейний герб роду Гауке

- принцеса Марія фон Баттенберг (1852—1923) — дружина графа Густава фон Ербах-Шенберга (1840—1908).
- принц Людвіг Александр Баттенберг (1854—1921) — з 1917 року принц Маунтбеттен і маркіз Мілфорд-Хейвен, 30.4.1884 одружився з принцесою Вікторією Гессенською .
- принц Олександр фон Баттенберг (1857—1893) — з 1879 по 1886 рік князь-правитель Болгарії, з 1889 року граф фон Хартенау, 06.02.1889 одружився з Іоганною Лойзінгер.
- принц Генріх фон Баттенберг (1858—1896) — 23.07.1885 одружився з принцесою Беатрисою Британською.
- принц Франц Йосип фон Баттенберг (1861—1924) — 06.05.1897 одружився з принцесою Анною Чорногорською.

## Генеалогія

### Зміна прізвища на «Маунтбеттен»
Старший син Юлії, Людвіг (Луї) Баттенберг, став британським підданим, і під час Першої світової війни, через антинімецькі настрої які переважали в той час, англізував своє прізвище на Маунтбеттен (буквальний переклад німецького Баттенберг), як це зробили його племінники, сини принца Генріха і принцеси Беатріс. Члени цієї гілки родини також відмовилися від всіх німецьких титулів і отримали привілеї від двоюрідного брата короля Сполученого Королівства Георга V: принц Луї став першим маркізом Мілфорд-Хейвен, а князь Олександр, старший син принца Генріха, став першим маркізом Карісбрук.